# Cvetka Tóth

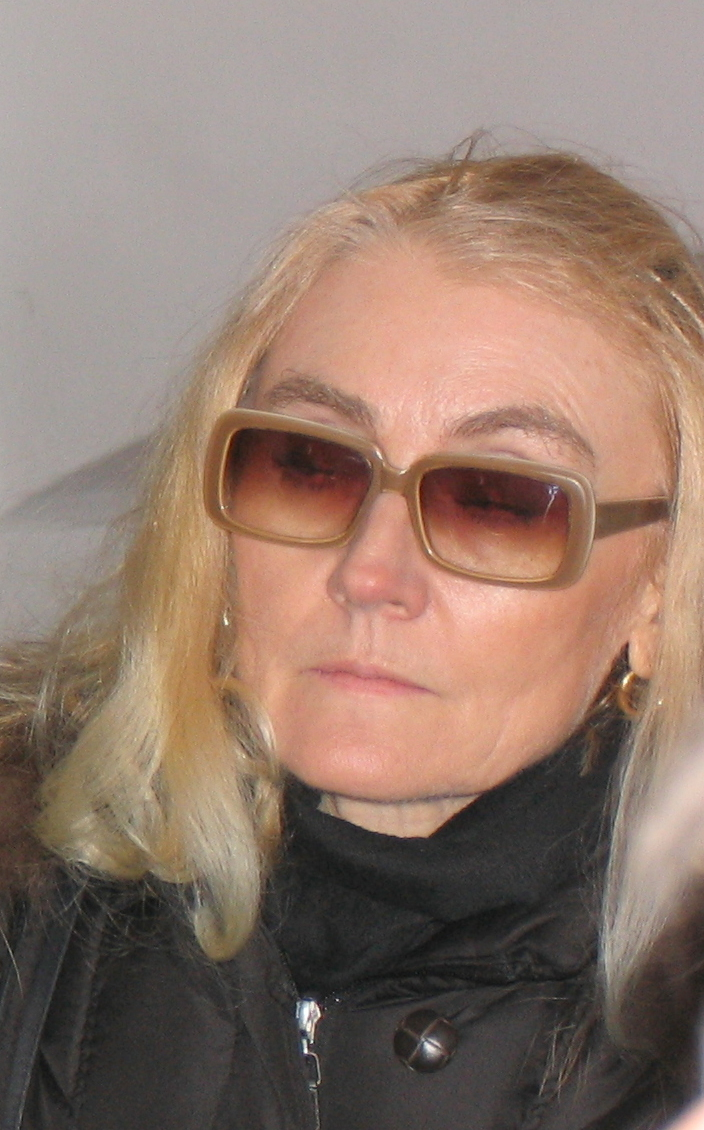
Cvetka Tóth (2008)

Cvetka Tóth (auch Cvetka Hedžet Tóth; * 28. Oktober 1948 in Murska Sobota, Jugoslawien; † vor dem oder am 14. Dezember 2020) war eine slowenische Philosophin.

## Leben
Cvetka Tóth schloss 1975 ihr Magister-Studium der Philosophie und Soziologie an der Universität Ljubljana ab. Dort promovierte sie 1987 mit einer Dissertation über die Konzeption der Dialektik bei Georg Lukács.
An der Universität Ljubljana war sie ab 1988 Assistenzprofessorin, ab 1994 außerordentliche Professorin. Ab 1999 lehrte sie als ordentliche Professorin für Ontologie, Metaphysik und Philosophie des Utopismus am Institut für Philosophie der Philosophischen Fakultät der Universität Ljubljana.

## Veröffentlichungen (Auswahl)
- Spontanost in avtonomnost mišljenja. Študije o negativni dialektiki, 1994, ISBN 961-6014-17-X
- Thaumazein. Ernst Blochs Überzeugung von der Unmöglichkeit eines Endes der Philosophie, in: Bloch-Almanach, Jg. 14.1995, ISBN 3-923966-16-4, S. 47–67
- Metafizika čutnosti, 1998, ISBN 961-6294-00-8
- The metaphysical reason for the will to guilt, in: Irene Shirun-Grumach (Hrsg.), Jerusalem studies in Egyptology, 1998, ISBN 3-447-04085-8, S. 371–378
- The hermeneutics of utopia and of hope in the Bible, in: Jože Krašovec (Hrsg.), The interpretation of the Bible. The international symposium in Slovenia, 1998, ISBN 1-85075-969-3, S. 1619–1634
- Med metafiziko in etiko, 2002, ISBN 86-7195-362-9
- Dialektika refleksijskega zagona, 2015, ISBN 978-961-6533-54-6
- Materialistično-idealistična zareza, 2015, ISBN 978-961-237-759-5
- Demaskirajoče tendence, 2018, ISBN 978-961-06-0107-4